# José Luis Retana Gozalo
José Luis Retana Gozalo (Pedro Bernardo, 12 de março de 1953) é um prelado espanhol da Igreja Católica, atual bispo de Ciudad Rodrigo e Salamanca in persona episcopi.

## Biografia
Nascido em 12 de março de 1953 em Pedro Bernardo, na província de Ávila, completou seus estudos em filosofia e teologia no Seminário de Ávila em Salamanca. Estudou dois anos na Faculdade de Teologia da Universidade de Friburgo (Suíça) e finalmente obteve a licenciatura em teologia e o doutorado na Universidade de Salamanca. Foi ordenado padre em 29 de setembro de 1979, na sua cidade natal.
Após sua ordenação, foi formador e professor do Colégio Diocesano La Asunción de Nuestra Señora de Ávila entre 1979 e 1993, quando se tornou reitor do Seminário de Ávila de Salamanca, de 1993 a 1999 e depois, entre 2003 e 2012. Foi também vigário episcopal e secretário particular do Bispo de Ávila, entre 1998 e 2005 e cânone da Catedral entre 2002 e 2017, além de delegado episcopal para as Instituições Diocesanas de Ensino e pároco de San Pedro Bautista (2012-2017) e decano do Capítulo da Catedral de Ávila, entre 2015 e 2017.
Em 9 de março de 2017 foi nomeado pelo Papa Francisco como bispo de Plasencia e recebeu a ordenação episcopal no dia 24 de junho seguinte, na Catedral Nova de Plasencia, pelas mãos do cardeal Dom Ricardo Blázquez Pérez, arcebispo de Valladolid, coadjuvado por Dom Celso Morga Iruzubieta, arcebispo de Mérida-Badajoz e por Dom Jesús García Burillo, bispo de Ávila.
Na Conferência Episcopal Espanhola foi membro da Comissão Episcopal para o Ensino e a Catequese entre 2017 e 2020, quando passou a ser membro da Comissão Episcopal de Educação e Cultura.
Em 15 de novembro de 2021, passou a administrar as dioceses de Ciudad Rodrigo e Salamanca, unidas in persona episcopi.